# Crucifyre
Crucifyre ist eine schwedische Death-Metal-Band aus Stockholm, die im Jahr 2006 gegründet wurde.

## Geschichte
Die Band wurde im Winter 2006 gegründet und bestand aus dem Schlagzeuger Yasin „Yasse“ Hillborg und den Gitarristen Patrik Nilsson und Torbjörn „TG“ Gräslund. Nach den ersten Proben nahm die Gruppe ein erstes Demo unter dem Namen Thessalonian Death Cult auf. Anfang 2008 kam Erik „Tormentor“ Sahlström als Sänger zur Besetzung. Daraufhin wurde das Demo Hellish Sacrifice aufgenommen. Bei den Aufnahmen war als Session-Gitarrist Tobias Sillman beteiligt. Im Jahr 2009 stabilisierte sich die Besetzung durch das Hinzukommen des Gitarristen Urban Skytt und des Bassisten Henrik „Doltz“ Nilsson. Nachdem die Gruppe auf dem Sampler Resurrected in Festering zu hören war, erreichte die Band einen Vertrag bei Pulverised Records. Im Januar 2010 begab sich die Band in die Stockholmer Cosmos Studios, um ihr Debütalbum aufzunehmen, das ihm Herbst unter dem Namen Infernal Earthly Divine erschien. 2011 drehte Hillborg den Film Så Jälva Metal, der sich mit der Geschichte des schwedischen Hard Rocks beschäftigt. 2014 erschien das zweite Album Black Magic Fire, auf dem unter anderem auch die schwedische Opernsängerin Natalie Herborg zu hören ist.

## Stil
Laut Janne Stark in seinem Buch The Heaviest Encyclopedia of Swedish Hard Rock and Heavy Metal Ever! spielt die Band Oldschool-Death-Metal, der durch Bands wie Bathory, Slayer, Celtic Frost und Venom beeinflusst worden sei. Jedoch habe die Band einen besseren Klang als ihre Einflüsse. Laut Sebastian Schilling vom Rock Hard spielt die Band auf ihrem zweiten Album Musik, die auf einem Fundament aus Death Metal im Stil von Venom und Aura Noir aufbaue und einen starken Einfluss aus dem Heavy Metal aufweise. Dies unterscheide sich stark vom Debütalbum, das Oldschool-Death-Metal zu bieten habe. Im Interview mit Schilling gab Yasin Hillborg an, durch Bands wie Black Sabbath, Motörhead, Mercyful Fate, Slayer und Bathory beeinflusst worden zu sein. Nachdem Schilling angab, dass der Gesang ihn an Conrad Lant oder eine besonders düstere Version von Johan Edlund und der Kinderchor in One and One Is One an Pink Floyds Another Brick in the Wall erinnert, antwortete Hillborg, dass die Idee für den Chor tatsächlich von Pink Floyd, aber auch von Bob Ezrins Vorliebe für Kindergesang, kommt und auch der Sänger Sahlström ein Fan von Venom sei. In einer Ausgabe zuvor hatte Schilling Black Magic Fire rezensiert. Das Album biete eine Mischung aus den Black- und Thrash-Metal-Riffs von Aura Noir sowie „der spooky B-Movie-Atmosphäre von Vampire und dreckigem Rock ’n’ Roll“ im Stil von Venom. Der Gesang sei sehr variabel und bewege sich zwischen Conrad Lant und Johan Edlund. Laut Jan Fleckhaus vom Metal Hammer spielt die Gruppe auf Infernal Earthly Divine klassischen Death Metal mit einem hohen Thrash-Metal-Einfluss. Die Grooves seien simpel gestrickt und die Riffs eingängig. Das Album sei für Fans von Venom, frühen Slayer, Morbid Angel und Entombed geeignet.
Inhonorus von stormbringer.at beschrieb Black Magic Fire als abwechslungsreich und als Mischung aus Necrophobic und Kreator.

## Diskografie
- 2007: Thessalonian Death Cult (Demo, Eigenveröffentlichung)
- 2008: Hellish Sacrifice (Demo, Eigenveröffentlichung)
- 2010: Infernal Earthly Divine (Album, Pulverised Records)
- 2014: Pentagram Palms (EP, Pulverised Records)
- 2014: Black Magic Fire (Album, Pulverised Records)
- 2018: Post Vulcanic Black (Album, Pulverised Records)